# Małyk Poleżan
Małyk Poleżan (bułg. Малък Полежан) – szczyt w Bułgarii, w obwodzie Błagojewgrad, w środkowej części pasma górskiego Piryn, wznoszący się na wysokość 2822 m n.p.m. Stanowi szósty pod względem wysokości szczyt Pirynu. Zbudowany jest przede wszystkim z granitu. U jego podnóża położone jest jezioro cyrkowe Popowoto. Charakteryzuje się ostrymi zboczami.